# Salat (flod)

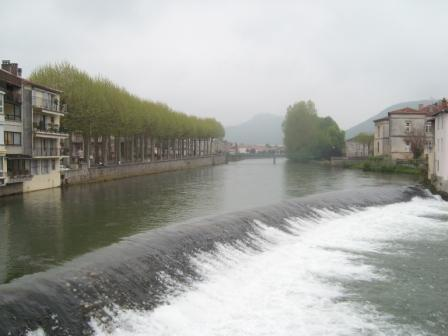
Salat flyter genom Saint-Girons.

Salat är en 75 km lång flod i södra Frankrike som rinner upp i Pyrenéerna. Den är en biflod till Garonne. 

## Departement och städer
- Ariège: Saint-Girons
- Haute-Garonne: Salies-du-Salat, Boussens.